# Reg Humphreys
Reginald Harry Humphreys là một cầu thủ bóng đá thi đấu ở vị trí hậu vệ phải thi đấu ở Football League cho Manchester City.

## Cuộc sống cá nhân
Humpheys phục vụ ở vị trí Air Mechanic 1st Class ở Lực lượng Không quân Hoàng gia trong Thế chiến thứ I.

## Thống kê sự nghiệp
| Câu lạc bộ          | Mùa giải            | Giải quốc nội       | Giải quốc nội | Giải quốc nội | Cúp FA  | Cúp FA    | Tổng    | Tổng      |
| Câu lạc bộ          | Mùa giải            | Hạng đấu            | Số trận       | Bàn thắng     | Số trận | Bàn thắng | Số trận | Bàn thắng |
| ------------------- | ------------------- | ------------------- | ------------- | ------------- | ------- | --------- | ------- | --------- |
| Manchester City     | 1910-11             | First Division      | 3             | 0             | 0       | 0         | 3       | 0         |
| Tổng cộng sự nghiệp | Tổng cộng sự nghiệp | Tổng cộng sự nghiệp | 3             | 0             | 0       | 0         | 3       | 0         |